# Sjetva
Sjetva je sijanje sjemena različitih biljnih vrsta. Sjetva se obično obavlja na početku vegetacije (proljetna sjetva) ili pri kraju vegetacije (jesenska sjetva). Vrijeme sjetve ovisi i o pojedinoj biljnoj vrsti. 
U proljeće se sije, kada dođe do odgovarajuće temperature i vlažnosti tla. U previše hladnom tlu sjeme klije presporo ili uopće ne klije. Prije sjetve tlo se priprema poljoprivrednim radovima kao što su: oranje, drljanje, tanjuranje, čime se tlo usitnjava, rahli i prozračuje. Dodaju se i gnojiva, koja prihranjuju tlo. Mogu biti prirodna gnojiva poput stajskog gnoja ili umjetna (NPK (natrij-fosfor-kalij), Urea, KAN). 
Sjetva se obavlja strojevima kao što su sijačice, strojevi za hidrosjetvu ili rjeđe ručno. Sjeme se prije sjetve obrađuje i tretira protiv bolesti najčešće u proizvodnim pogonima i dolazi u trgovine spremno za sjetvu. 
Kada se sjetva obavlja u jesen, biljka ima vremena za razvoj korijenovog sustava i spremnije dočeka proljeće. U jesen se sade vrste, koje mogu preživjeti mraz, snijeg i zimsku studen poput pšenice. 
Sijanje strojeva povećava brzinu i točnost. Osim poljoprivrednih kultura sije se i sjeme šumskih vrsta drveća, sjeme cvijeća i dr. Za neke vrste drveća, prije sjetve potrebno je učini predsjetvenu pripremu. Dubina sjetve ovisi o vrsti.
U Hrvatskoj se najviše siju: pšenica, kukuruz, ječam, sjeme povrtlarskih kultura, raž, soja, zob i dr.